# Hranolky
Hranolky (zřídkavě pomfrity) jsou fritované nebo pečené malé hranoly (popřípadě i další tvary) z brambor, které jsou oblíbeným jídlem po celém světě. Připravují se fritováním v oleji ve fritovacím hrnci nebo pečením na plechu, popřípadě i smažením na pánvi. Podávají se jako příloha k nejrůznějším jídlům, například k řízku, smaženému sýru, nebo samotné, povětšinou s tatarskou omáčkou nebo kečupem – takto nejčastěji v českých rychlých občerstveních. V USA a nadnárodních fastfoodových řetězcích typu McDonald's a Burger King jsou podávány například i k hamburgerům.

## Pojmenování

### Svět
V mezinárodní gastronomii se hranolky někdy označují názvem pommes frites (z francouzštiny; zkrácením pommes de terre frites, „smažené brambory“, v počeštěné formě pomfrity). Ve Spojených státech se používá pojmenování French fries, jež podle legendy vytvořili američtí vojáci za druhé světové války, kteří si hranolky oblíbili poté, co jim je nabídli francouzsky mluvící belgičtí vojáci.

### Čeština
V češtině se podle Internetové jazykové příručky v běžném úzu vyskytuje označení jak v mužském rodě (ten hranolek, hranolky bez hranolků, s hranolky, nespisovně s hranolkama), tak v ženském rodě (ta hranolka, hranolky bez hranolek, s hranolkami, nespisovně s hranolkama). Internetová jazyková příručka ÚJČ od 15. února 2023 zařadila jako spisovnou variantu i tvar v ženském rodu, některé starší zdroje považovaly ženskou podobu za nesprávnou nebo ve spisovné češtině neexistující.
Příčin výskytu ženského rodu bývá zmiňováno více. Jednou z nich je, že slovo „hranolky“ se nejčastěji vyskytuje v nominativu plurálu, ze kterého rod nelze přímo odvodit. Podle jazykového redaktora serveru Lidovky.cz (2009) k feminizaci hranolků přispívá asociace s bramborami. Anketa mezi studenty bohemistiky na Filozofické fakultě UK ohledně rodu slova hranolky údajně skončila remízou.

### Slovenština
K podobné obměně jako v případě češtiny došlo i v úzu slovenštiny. Termín hranolok (plurál hranolky) byl kritizován jako nesystémový, protože konkuroval původnímu výrazu hranolček (hranolčeky), ačkoliv slovenština má i analogická slova (párok, rožok, baránok). Na odmítání má vliv i český původ slova. Veřejnost však tento spor obešla a zpětně si vytvořila ženský tvar „hranolka“, který bez problému zapadá do stavby slovenského lexika, protože přípona -ka je ve slovenštině jednou z nejproduktivnějších, přičemž toto slovo už není přímým derivátem slova vyjadřujícího geometrický tvar (hranol), ale je obdobné slovům civilka, asfaltka, bodka. Jazykovědec Radovan Garabík za Slovenský národní korpus navrhoval zachytit tento vývoj v kodifikačních příručkách a se vžitým plurálem „hranolky“ nebojovat, ale vztahovat jej k nově vzniklému ženskému tvaru, nikoliv k problematickému singuláru „hranolok“, jehož reálný výskyt Slovenský národní korpus ani nezachytil.

## Vznik a současnost
Podle většiny zdrojů hranolky vznikly v 17. až 18. století v Belgii, odkud se rozšířily do celého světa; některé zdroje uvádějí, že se zrodily ve Španělsku.
Obliba hranolků v Belgii je největší na světě, konzumují se k naprosté většině jídel a jedná se o jedno z belgických národních jídel. Každý obyvatel zkonzumuje ročně v průměru 75 kg hranolků (o třetinu více než Američan). Připravují se z bramborové odrůdy Bintje a krájejí se ostrým nožem, aby se omezilo vstřebávání oleje. Smaží se v hovězím loji, přičemž typické smažení v oleji je zde odmítáno, stejně jako použití olivového oleje kvůli potlačení typické bramborové chuti. Smažení belgických hranolků probíhá ve dvou fázích (5 minut při 135 °C, pak 2–3 minuty při 160–170 °C těsně před podáváním), mezi nimiž je asi desetiminutová přestávka. Po odkapání přebytečného tuku, ochlazení ve chladicí míse a posolení se podávají, typicky v kornoutu a s mnoha různými omáčkami, například tatarskou nebo andaluskou. Pro budoucí prodavače hranolků se v Belgii pořádají dokonce speciální kurzy.[zdroj⁠?!]
Již několik let probíhá spor o autorství hranolků mezi Belgií a Francií, která tvrdí, že pokrm vznikl v Paříži. Do dlouhotrvajícího sporu je zapojena veřejnost, organizace i média obou zemí.